# Айыптама
Айыптама — дебютный мини-альбом казахстанской Q-pop группы Ninety One, выпущенный 1 декабря 2015 года. Это самый первый музыкальный альбом написанный в жанре Q-pop. Сингл «Айыптама» был использован для промоушена альбома.

## Об альбоме
1 декабря 2015 года, под лейблом JUZ Entertainment, дебютировала самая первая казахстанская q-pop группа «Ninety One», где число 91 символизирует год приобретения независимости Республики Казахстан от СССР. 1 декабря агентство представило первый сингл группы «Айыптама», а дебют группы Ninety One на большой сцене и «представление» группы на премии ЕМА-2015 состоялись 20 декабря 2015 года. Тизер дебютного музыкального клипа на песню «Айыптама» был опубликован 29 сентября, а релиз состоялся 8 октября 2015 года. Видеоклип 20 недель лидировал на чарте Gakku TOP-10. Песня «Қайтадан» (рус. Заново) заняла первое место в турецком чарте телеканала TMB TV (Turkish Music Box). Презентации мини-альбома «Айыптама» прошли 1 декабря и 17 декабря в Алматы и Астана соответственно.

## Список композиций[4]
| №  | Название                                    | Автор(ы)                                           | Музыка                           | Длительность |
| -- | ------------------------------------------- | -------------------------------------------------- | -------------------------------- | ------------ |
| 1. | «Қалай қарайсың?» (Как ты на это смотришь?) | Азамат Зенкаев Дулат Мухаметкалиев                 | Ерболат Беделхан                 | 3:43         |
| 2. | «Айыптама» (Не обвиняй!)                    | Азамат Зенкаев Дулат Мухаметкалиев Сержан Бахытжан | Сержан Бахытжан Батырхан Маликов | 3:54         |
| 3. | «Қайтадан» (Заново)                         | Азамат Зенкаев Дулат Мухаметкалиев Сержан Бахытжан | Сержан Бахытжан                  | 3:55         |
| 4. | «Ұмытпа» (Не забывай!)                      | Азамат Зенкаев Дулат Мухаметкалиев Сержан Бахытжан | Сержан Бахытжан                  | 3:37         |
| 5. | «Қайырлы түн!» (Спокойной ночи!)            | Азамат Зенкаев Дулат Мухаметкалиев Сержан Бахытжан | Сержан Бахытжан                  | 3:26         |

Заглавная песня дебютного мини-альбома Айыптама — это трек, написанный музыкантом — Сержаном Бахытжан.
Также в записи песни принимали участие вокалист группы — Батырхан Маликов и рэперы Азамат Зенкаев, Дулат Мухаметкалиев.